# Suchy pędzel

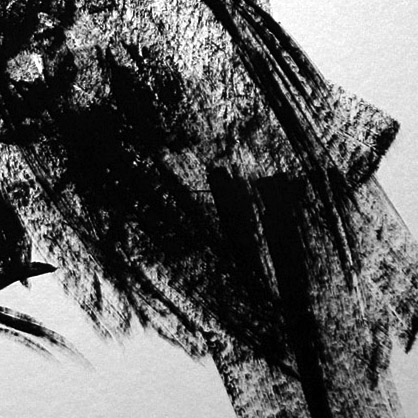
Przykład techniki suchego pędzla przy użyciu czarnej farby akrylowej

Suchy pędzel (dosłowne tłumaczenie angielskiego terminu drybrush) – technika malarska polegająca na nanoszeniu farby na podłoże prawie suchym pędzlem (ale nadal zawierającym farbę), często używana w modelarstwie dla podkreślenia detali. 
Technika ta jest stosowana na suchych powierzchniach (papier, płótno zagruntowane) i może służyć do malowania zarówno farbami olejnymi, jak i wodnymi (akrylowymi).
Pociągnięcia pędzla mają charakterystyczny szorstki wygląd.